# Paracoccidioidomicosi
La paracoccidioidomicosi (PCM), també coneguda com a blastomicosi sud-americana, és una infecció per fongs; que pot ser de diferents tipus: de pell i boca, limfangitic, d'afectació de diversos òrgans (especialment pulmons) o de tipus mixt. Si hi ha úlceres a la boca o lesions cutànies, és probable que la malaltia estigui generalitzada. Pot ser que no hi hagi símptomes, o pot presentar-se amb febre, sèpsia, pèrdua de pes, glàndules grans o un fetge i melsa grans.
La causa són fongs del gènere Paracoccidioides, inclosos Paracoccidioides brasiliensis i Paracoccidioides lutzii, adquirits per inspiració d'espores de fongs.
El diagnòstic es fa mitjançant la presa de mostres de sang, esput o pell. La malaltia pot semblar similar a la tuberculosi, la leucèmia i el limfoma . El tractament és amb antifúngics, com l'itraconazole. Per a la malaltia greu, el tractament de primera línia és l'amfotericina B seguida d'itraconazole, o trimetoprim/sulfametoxazole com a alternativa.
És endèmica a Amèrica Central i del Sud, i es considera un tipus de malaltia tropical desatesa. Al Brasil, la malaltia provoca al voltant de 200 morts a l'any.

## Signes i símptomes

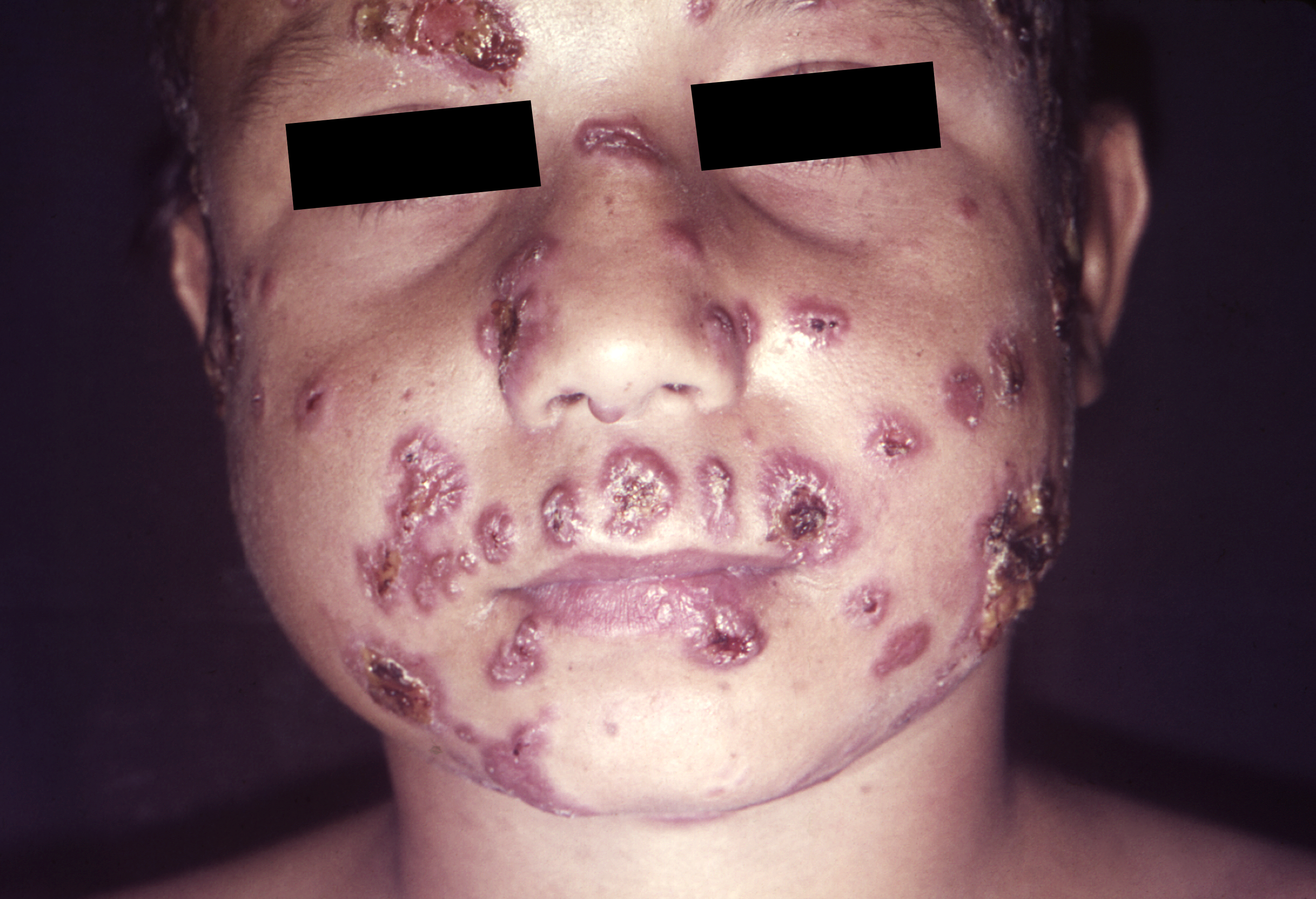
Lesions degudes a paracoccidioidomicosi a la cara d'un nen brasiler

La infecció pulmonar asimptomàtica és la forma més freqüent, ja que menys del 5% de les persones infectades desenvolupen alguna de les formes de malaltia clínica.
Pot aparèixer com a tipus de boca i pell, de tipus limfangitic, com tipus d'afectació de diversos òrgans (especialment pulmons) o de tipus mixt. Si hi ha úlceres bucals o lesions cutànies, és probable que la malaltia estigui generalitzada. Pot ser que no hi hagi símptomes, o pot presentar-se amb febre, sèpsia, pèrdua de pes, glàndules grans o un fetge i melsa grans.
Es coneixen dues presentacions, en primer lloc, la forma aguda o subaguda, que afecta predominantment a nens i adults joves, i la forma crònica, que afecta predominantment a homes adults. La majoria dels casos s'infecten abans dels 20 anys, encara que els símptomes poden aparèixer molts anys després.

### Forma juvenil (aguda/subaguda)
La forma aguda juvenil es caracteritza per símptomes, com ara febre, pèrdua de pes i malestar juntament amb ganglis limfàtics engrandits i engrandiment del fetge i la melsa. Aquesta forma es difon més sovint, amb símptomes que es manifesten segons els òrgans. Sovint hi ha lesions cutànies i de la membrana mucosa, i es pot produir afectació òssia en casos greus.<<>> Aquesta presentació aguda i severa pot imitar la tuberculosi, el limfoma o la leucèmia.

### Forma adulta (crònica)
La forma crònica es presenta mesos o anys després de la infecció inicial i amb més freqüència es presenta amb tos seca i dificultat per respirar. Altres símptomes inclouen excés de salivació, dificultat per empassar i dificultats amb el control de la veu. Poden estar presents lesions mucoses de les vies respiratòries superiors, així com augment de la producció de mucositat i tossir amb expulsió de sang. És freqüent l'afectació tant pulmonar com extrapulmonar.
Fins al 70% dels casos presenten afectació de la mucosa, amb lesions sovint trobades a la boca, orofaringe, laringe i paladar. Les lesions clàssiques són úlceres granulars doloroses superficials, amb petites taques de sagnat.